# János Palotai
János Palotai (Békéscsaba, 12 luglio 1928 – Győr, 13 giugno 2010) è stato un calciatore ungherese, di ruolo portiere.